# Марія Вергова-Петкова
Марія Вергова-Петкова  (болг. Мария Вергова-Петкова, 3 листопада 1950) — болгарська легкоатлетка, олімпійська медалістка.

## Виступи на Олімпіадах
| Олімпіада     | Дисципліна    | Місце |
| ------------- | ------------- | ----- |
| Монреаль 1976 | метання диска | 2     |
| Москва 1980   | метання диска | 2     |